# Nitsa
De Nitsa (Russisch: Ница) is een rivier in de Russische oblast Sverdlovsk en een zijrivier van de Toera. De rivier ontstaat door de samenloop van de Nejva en de Rezj ten oosten van de stad Alapajevsk en stroomt eerst in oostelijke en vervolgens in zuidoostelijke richting over een lengte van 262 kilometer over het West-Siberisch Laagland. Als de rivier de Nejva wordt meegerekend heeft de rivier een lengte van 556 kilometer. Bij de plaats Oest-Nitsinskoje stroomt de Nitsa in de Toera.
De rivier heeft een gemengde aanvoer, die wordt gedomineerd door sneeuw. Het debiet op 165 kilometer van de monding, bij de stad Irbit bedraagt 42,5 m³/sec. De rivier is gewoonlijk bevroren van eind oktober, begin november tot eind april. De rivier is bevaarbaar over haar hele lengte.
De belangrijkste zijrivier wordt gevormd door de Irbit, die bij de gelijknamige stad in de Nitsa stroomt. De grootste plaatsen aan de rivier vanaf de oorsprong zijn; Goloebkovskoje, Nitsinskoje, Kljoetsji, Koerjinski, Berdjoegina, Troebina, Irbit, Doebskaja, Kirga, Jelan, Gorodisjtsje, Nitsinskoje en Oest-Nitsinskoje.